# إيلينا دوجلاس
إيلينا دوجلاس (بالإنجليزية: Illeana Douglas)‏ هي كاتبة سيناريو ومخرجة وممثلة أمريكية، ولدت في 25 يوليو 1965 بماساتشوستس في الولايات المتحدة.

## أعمال

### أفلام
- (1988) الإغراء الأخير للسيد المسيح
- (1990) الأصدقاء الطيبون[5]
- (1993) الناجين[6]
- (1994) كويز شو
- (1997) صورة مثالية[7]
- (1999) لانسكاي
- (2001) عالم أشباح
- (2002) الرجل الجديد[8]
- (2002) مغامرات بلوتو ناش
- (2013) ماكس روز
- (2014) هي مضحكة بتلك الطريقة[9][10]

### مسلسلات
- العرض المتأخر مع ديفيد ليترمان

## وصلات خارجية
- إيلينا دوجلاس على موقع IMDb (الإنجليزية)
- إيلينا دوجلاس على موقع ألو سيني (الفرنسية)
- إيلينا دوجلاس على موقع ميوزك برينز (الإنجليزية)
- إيلينا دوجلاس على موقع أول موفي (الإنجليزية)
- إيلينا دوجلاس على موقع قاعدة بيانات الأفلام السويدية (السويدية)
- إيلينا دوجلاس على موقع إن إن دي بي (الإنجليزية)
- إيلينا دوجلاس على موقع قاعدة بيانات الفيلم (الإنجليزية)
- إيلينا دوجلاس على موقع كينوبويسك (الروسية)